# Sonia Rescalvo
Sonia Rescalvo Zafra (Conca, Castella la Manxa, 1956, Barcelona, Catalunya, 6 d’octubre, 1991) [ˈsɔniə rəsˈkalvu] [ˈsonia resˈkalvo] va ser una dona transsexual que ser víctima del primer assassinat considerat crim d’odi pel fet de ser transsexual a Espanya. Amb setze anys, com que no era acceptada per la seva família, va fugir i es va traslladar a Barcelona. Va començar a treballar al món artístic del Paral·lel i al Teatre Arnau on es va donar a conèixer una mica en el món del teatre. Va caure en depressió i en la drogoaddicció a causa de problemes amorosos, que alhora van ocasionar la pèrdua de tots els seus diners. Tot això va causar que anés al parc de la Ciutadella a viure i a treballar de prostituta.

## Assassinat
El 5 d'octubre de 1991, Sònia, junt amb una amiga seva, va ser atacada per un grup de 6 skinheads d'ultradreta membres de Boixos Nois mentre dormien al Parc de la Ciutadella. Li van donar puntades de peu al cap amb unes botes reforçades amb una punta de ferro, la seva amiga va sobreviure, però ella va morir.
També van atacar a uns indigents, un d'ells va perdre la visió de l'únic ull que li quedava, però tots ells van sobreviure.

## Llegat

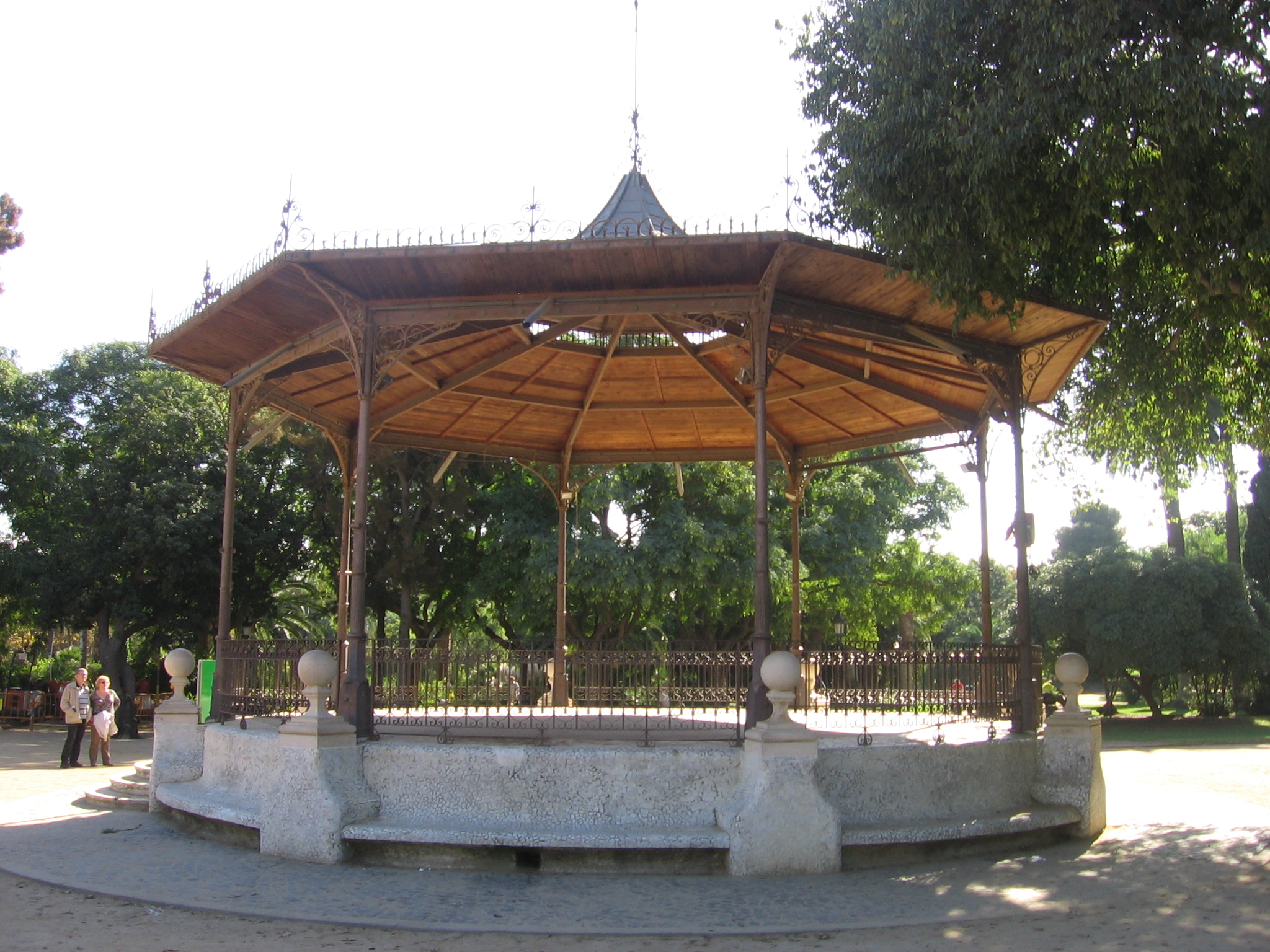
Glorieta de la Sònia Rescalvo

El cas de Sònia Rescalvo va ser el primer a ser considerat un crim d'odi i discriminació en contra de la comunitat transsexual a Espanya. El CTC (Col·lectiu de Transsexuals de Catalunya) es va crear per dur a terme aquest tipus d'accions, i així tindre una resposta als abusos a les prostitutes que es feien al Camp Nou. L'any 1993, la Coordinadora de Fronts d'Alliberament Homosexual de l'Estat Espanyol va fer un petit homenatge a la Sònia en forma de placa dins d'un quiosc de música a prop de la glorieta en la qual va morir. Més endavant, l’any 2011, es va col·locar un monument en memòria dels gais, lesbianes i persones transsexuals represaliades. L'any 2013 es va rebatejar la glorieta a «Glorieta de la Transsexual Sònia», amb un cartell visible.
El nom de la plaça on va morir va ser canviat el 6 d’octubre del 2021 per homenatjar la seva mort trenta anys després. El canvi de nom de la glorieta ha sigut possible gràcies a col·lectius LGTBI de Barcelona. Aquesta proposta va ser acceptada pel Consell de Ciutat Vella el 14 de març.